# Fistful of Hate
 (février 2018).
Si vous disposez d'ouvrages ou d'articles de référence ou si vous connaissez des sites web de qualité traitant du thème abordé ici, merci de compléter l'article en donnant les références utiles à sa vérifiabilité et en les liant à la section « Notes et références ».
Albums de Pro-Pain
Shreds of Dignity
(2002) Prophets of Doom
(2005)
Fistful of Hate est le huitième album studio du groupe de punk hardcore et speed metal américain Pro-Pain, sorti en mars 2004.

## Liste des titres
Toutes les chansons sont écrites et composées par Gary Meskil, sauf annotations.
| 1.    | Can You Feel It?                           | 3:37 |
| 2.    | Left for Dead                              | 3:21 |
| 3.    | Godspeed (Eric Klinger, Gary Meskil)       | 4:23 |
| 4.    | Implode (Klinger, Meskil)                  | 2:51 |
| 5.    | American Dreams                            | 4:19 |
| 6.    | Cut Throat                                 | 3:36 |
| 7.    | Aftermath                                  | 2:59 |
| 8.    | Save Face                                  | 3:09 |
| 9.    | The Better Half of Forever (Tom Klimchuck) | 5:30 |
| 10.   | Freedom Rings                              | 3:25 |
| 11.   | Lost Horizons                              | 4:29 |
| 12.   | Fistful of Hate (Klinger, Meskil)          | 2:40 |
| 44:18 |                                            |      |

## Crédits
| - Gary Meskil : guitare basse, chant - Tom Klimchuck : guitare lead, guitare rythmique - Eric Klinger : guitare rythmique, chant - JC Dwyer : batterie | - Production : Pro-Pain - Ingénierie, enregistrement : Eric Klinger, Tom Klimchuck - Mastering : Tom Klimchuck - Artwork, design : Eric Klinger, Gary Meskil |